# 2005 EZ300
2005 EZ300, também escrito como 2005 EZ300, é um objeto transnetuniano que está localizado no Cinturão de Kuiper, uma região do Sistema Solar. Este corpo celeste é classificado como um plutino, pois, o mesmo está em uma ressonância orbital de 2:3 com o planeta Netuno. Ele possui uma magnitude absoluta de 7,4 e tem um diâmetro estimado com 146 km.

## Descoberta
2005 EZ300 foi descoberto no dia 11 de março de 2005 pelo astrônomo Marc W. Buie.

## Órbita
A órbita de 2005 EZ300 tem uma excentricidade de 0,242 e possui um semieixo maior de 39,808 UA. O seu periélio leva o mesmo a uma distância de 30,166 UA em relação ao Sol e seu afélio a 49,449 UA.